# Skoura
Skoura  este un oraș în Grecia în prefectura Ahaia.